# Saint-Simon (Lot)
Saint-Simon é uma comuna francesa na região administrativa de Occitânia, no departamento de Lot. Estende-se por uma área de 9,26 km². Em 2010 a comuna tinha 185 habitantes (densidade: 20 hab./km²).